# Richard L. Breen
Richard L. Breen (* 26. Juni 1918 in Chicago, Illinois; † 1. Februar 1967 in Los Angeles County, Kalifornien) war ein US-amerikanischer Filmregisseur und Drehbuchautor, der bei der Oscarverleihung 1954 den Oscar für das beste Originaldrehbuch für den Film Untergang der Titanic (1953) erhielt.

## Biografie
Breen begann Ende der 1940er Jahre seine Laufbahn als Drehbuchautor in der Filmwirtschaft Hollywoods und lieferte mit dem Drehbuch zur romantischen Komödie Eine auswärtige Affäre (1948) von Billy Wilder sein Debüt. Hierfür war er nicht nur zugleich mit Charles Brackett und Billy Wilder für den Oscar in der Kategorie bestes adaptiertes Drehbuch bei der Oscarverleihung 1949 nominiert, sondern auch für den Preis der Writers Guild of America (WGA Award) für die beste US-amerikanische Komödie. Darüber hinaus war er zusammen mit C. Brackett auch für den WGA Award für die Komödie Miss Tatlock’s Millions (1948) von Richard Haydn nominiert. Mit Brackett arbeitete er auch zusammen am Drehbuch für George Cukors romantische Komödie The Model and the Marriage Broker von 1951, die eine Oscarnominierung in der Kategorie „Bestes Kostümdesign“ erhielt.
Für den Film Untergang der Titanic (1953) von Jean Negulesco erhielt er zusammen mit Charles Brackett und Walter Reisch 1954 den Oscar für das beste Originaldrehbuch. Am Drehbuch zu dem 1955 erschienenen oscarnominierten Kurzfilm 24 Hour Alert war Breen zusammen mit Beirne Lay junior beteiligt.
1963 wurde er für den WGA Award für das beste amerikanische Musical Texas-Show (1962) von José Ferrer nominiert. Eine weitere Nominierung für einen WGA Award erhielt Breen zusammen mit Phoebe Ephron und Henry Ephron für Captain Newman (1963) von David Miller und war hierfür mit den Co-Autoren auch wiederum für einen Oscar für das beste adaptierte Drehbuch bei der Oscarverleihung 1964 nominiert.
Zu weiteren bekannten Filmen als Drehbuchautor gehören der Thriller Niagara (1953) von Henry Hathaway und der Kriminalfilm Der Schnüffler (1967) von Gordon Douglas. Als Filmregisseur drehte Breen nur einen Film und zwar den Spionagethriller Geheimring Nippon (1957).
Breen war nicht nur von 1952 bis 1953 Präsident der Screen Writers Guild, sondern zwischen 1954 und 1955 auch erster Präsident der Writers Guild of America, West (WGAW). Für sein Lebenswerk wurde ihm 1967 posthum der Edward J. North-Preis der Writers Guild of America verliehen.

## Filmografie (Auswahl)

### Drehbuch
- 1952: Fünf Perlen (O. Henry’s Full House)
- 1953: Der Untergang der Titanic (Titanic)
- 1966: Willkommen, Mister B. (A Man Could Get Killed)
- 1967: Der Schnüffler (Tony Rome)